# Kanieae
Kanieae es una tribu perteneciente a la familia de las mirtáceas. Tiene los siguientes géneros:

## Géneros
| - Barongia Peter G.Wilson & B.Hyland - Basisperma C.T.White - Kania Schltr. - Lysicarpus F.Muell. - Mitrantia Peter G.Wilson & B.Hyland - Ristantia Peter G.Wilson & J.T.Waterh. - Sphaerantia Peter G.Wilson & B.Hyland - Tristaniopsis Brongn. & Gris |